# Municipio de Los Reyes (Veracruz)
El municipio de Los Reyes se encuentra en el estado de Veracruz, es uno de los 212 municipios de la entidad y tiene su ubicación en la zona centro del estado, es un municipio que tiene una categoría rural. Sus coordenadas son 18°40’ latitud norte, longitud oeste de 97°02’ y cuenta con una altura de 1.640 m s. n. m. Su cabecera es la localidad de Los Reyes.
El municipio tiene una población de 5484 habitantes de los cuales son 2788 mujeres y 2696 hombres, está conformado por veinte localidades.
El municipio de Los Reyes' tiene un clima frío-húmedo, a una temperatura de 17 °C, con lluvias en junio, julio y agosto. En este municipio, se celebra del 5 al 7 de enero, la fiesta titular de los Santos Reyes.

## Límites
- Norte: Tequila.
- Sur: Texhuacán.
- Este: Zongolica.
- Oeste: Atlahuilco y Tlaquilpa.